# Liste der Bischöfe von Oxford
Die Liste der Bischöfe von Oxford stellt die bischöflichen Titelträger der Church of England, der Diözese von Oxford, in der Province of Canterbury dar. Der Titel wurde nach der Stadt Oxford benannt.
| Liste der Bischöfe von Oxford | Liste der Bischöfe von Oxford | Liste der Bischöfe von Oxford | Liste der Bischöfe von Oxford                                    |
| Von                           | Bis                           | Name                          | Anmerkungen                                                      |
| ----------------------------- | ----------------------------- | ----------------------------- | ---------------------------------------------------------------- |
| 1542                          | 1558                          | Robert King                   | vorher Bischof von Lincoln                                       |
| 1558                          | 1559                          | Thomas Goldwell               | nebenbei Bischof von St Asaph                                    |
| 1559                          | 1567                          | nicht besetzt                 | nicht besetzt                                                    |
| 1567                          | 1568                          | Hugh Curwen (Hugh Coren)      | vorher Erzbischof von Dublin                                     |
| 1568                          | 1589                          | nicht besetzt                 | nicht besetzt                                                    |
| 1589                          | 1592                          | John Underhill                |                                                                  |
| 1592                          | 1604                          | nicht besetzt                 | nicht besetzt                                                    |
| 1604                          | 1618                          | John Bridges                  |                                                                  |
| 1619                          | 1628                          | John Howson                   | danach Bischof von Durham                                        |
| 1628                          | 1632                          | Richard Corbet                | danach Bischof von Norwich                                       |
| 1632                          | 1641                          | John Bancroft                 |                                                                  |
| 1641                          | 1663                          | Robert Skinner                | vorher Bischof von Bristol und danach Bischof von Worcester      |
| 1663                          | 1665                          | William Paul                  |                                                                  |
| 1665                          | 1671                          | Walter Blandford              | danach Bischof von Worcester                                     |
| 1671                          | 1674                          | Nathaniel Crew                | danach Bischof von Durham                                        |
| 1674                          | 1676                          | Henry Compton                 | danach Bischof von London                                        |
| 1676                          | 1686                          | John Fell                     |                                                                  |
| 1686                          | 1687                          | Samuel Parker                 | vorher Erzdiakon von Canterbury                                  |
| 1688                          | 1690                          | Timothy Hall                  |                                                                  |
| 1690                          | 1699                          | John Hough                    | danach Bischof von Lichfield und Bischof von Worcester           |
| 1699                          | 1715                          | William Talbot                | danach Bischof von Salisbury und Bischof von Durham              |
| 1715                          | 1737                          | John Potter                   | danach Erzbischof von Canterbury                                 |
| 1737                          | 1758                          | Thomas Secker                 | vorher Bischof von Bristol und danach Erzbischof von Canterbury  |
| 1758                          | 1766                          | John Hume                     | vorher Bischof von Bristol und danach Bischof von Salisbury      |
| 1766                          | 1777                          | Robert Lowth                  | vorher Bischof von St David und danach Bischof von London        |
| 1777                          | 1788                          | John Butler                   | danach Bischof von Hereford                                      |
| 1788                          | 1799                          | Edward Smallwell              | vorher Bischof von St David                                      |
| 1799                          | 1807                          | John Randolph                 | danach Bischof von Bangor und Bischof von London                 |
| 1807                          | 1811                          | Charles Moss                  |                                                                  |
| 1812                          | 1815                          | William Jackson               |                                                                  |
| 1816                          | 1827                          | Edward Legge                  |                                                                  |
| 1827                          | 1829                          | Charles Lloyd                 |                                                                  |
| 1829                          | 1845                          | Richard Bagot                 | vorher Dean von Canterbury und danach Bischof von Bath and Wells |
| 1845                          | 1869                          | Samuel Wilberforce            | danach Bischof von Winchester                                    |
| 1870                          | 1889                          | John Mackarness               |                                                                  |
| 1889                          | 1901                          | William Stubbs                | vorher Bischof von Chester                                       |
| 1901                          | 1911                          | Francis Paget                 |                                                                  |
| 1911                          | 1919                          | Charles Gore                  | vorher Bischof von Worcester und Bischof von Birmingham          |
| 1919                          | 1925                          | Hubert Burge                  | vorher Bischof von Southwark                                     |
| 1925                          | 1937                          | Thomas Strong                 | vorher Bischof von Ripon                                         |
| 1937                          | 1954                          | Kenneth Kirk                  |                                                                  |
| 1955                          | 1970                          | Harry Carpenter               |                                                                  |
| 1971                          | 1978                          | Kenneth Woollcombe            |                                                                  |
| 1978                          | 1986                          | Patrick Campbell Rodger       | vorher Bischof von Manchester                                    |
| 1987                          | 2006                          | Richard Harries               |                                                                  |
| 2007                          | 2014                          | John Pritchard                | vorher Erzdiakon von Canterbury und Bischof von Jarrow           |
| 2016                          | Gegenwart                     | Steven Croft                  | vorher Bischof von Sheffield                                     |